# 中川俊思
中川 俊思（ながかわ しゅんじ、1903年（明治36年）1月20日 - 1973年（昭和48年）11月30日）は、日本の政治家。衆議院議員（8期）を務めた。娘婿は衆議院議員を務めた中川秀直、孫は衆議院議員を務めた中川俊直。

## 来歴・人物
広島県賀茂郡荘野村（現竹原市）出身。堀川市助の三男に生まれ、禎助の養子となる。
1923年（大正12年）中央大学法学部中退。中国新聞や國民新聞の記者を経て1949年の第24回衆議院議員総選挙に吉田茂率いる民主自由党公認で広島2区から立候補し初当選、通算8回当選（当選同期に池田勇人・佐藤栄作・岡崎勝男・前尾繁三郎・橋本龍伍・麻生太賀吉・小渕光平・西村英一・橋本登美三郎・福永健司・塚原俊郎・藤枝泉介・木村俊夫・稲葉修・河本敏夫・森山欽司・床次徳二・有田喜一など）。保守合同後は自民党に参加する。この間衆院商工、農林水産、決算各委員長、衆院海外同胞引揚および遺家族援護に関する特別委員長、厚生、通産各政務次官などを歴任した。
趣味は読書、碁、ゴルフ。宗教は仏教。住所は東京都新宿区東五軒町、広島県豊田郡豊栄町。
1972年の第33回衆議院議員総選挙で落選し、政界を引退。1973年11月30日死去。享年70。地盤は娘婿の中川秀直が引き継いだ。
1959年3月6日第31回国会商工委員会において、当時通商産業政務次官であった中川俊思は、突然歯痛のために国会に連絡をせずに銀座の歯科医院に行き、委員会を流会させたというエピソードを持つ。

## 系譜
中川家　
```
　　　　　（佐藤）
佐藤胖━━━中川秀直
　　　　　　　┃
　　　　　　　┣━━━━━中川俊直　　　　　　　　　
　　　　　　　┃　　　　　　　　
　　　　　┏佳津子
　　　　　┃
中川俊思━╋女
　　　　　┃
　　　　　┗男

```